# Estelle Mossely
Estelle Mossely (Champigny-sur-Marne, 19 agosto 1992) è una pugile francese.

## Biografia
Mossely è nata in Francia da padre congolese e madre ucraina. 
Nel 2015 ha conseguito la laurea in ingegneria presso l'École supérieure d'ingénieurs Léonard-de-Vinci di Parigi.

## Carriera professionistica
Estelle Mossely ha fatto il suo debutto professionistico il 28 luglio 2018 e ha vinto il titolo mondiale dei pesi leggeri IBO solo al suo quinto incontro il 14 giugno 2019 contro la svedese Lucy Wildheart precedentemente imbattuta.
Ha mantenuto il titolo all'unanimità anche nel match contro l'altrettanto imbattuta argentina Ana Güichapani nell'ottobre 2019, contro la tedesca Verena Kaiser nel marzo 2021 e contro l'argentina Yanina Lescano nel marzo 2022.

## Vita privata
Per la sua vittoria olimpica, è stata nominata Cavaliere della Legion d'Onore dal presidente francese François Hollande nel dicembre 2016.
Nel 2017 Mossely e Tony Yoka, anche lui medaglia d'oro olimpica del 2016 e campione del mondo amatoriale AIBA del 2015 dalla Francia, hanno avuto un figlio, Ali e nell'agosto 2020 un altro, Magomed.

## Palmarès
- Olimpiadi

Rio de Janeiro 2016: oro nei pesi leggeri.
- Mondiali dilettanti

Jeju 2014: bronzo nei pesi leggeri.
Astana 2016: oro nei pesi leggeri.
- Giochi europei

Baku 2015: argento nei pesi leggeri.
- Europei dilettanti

Bucarest 2014: argento nei pesi leggeri.
- Campionati dell'Unione europea

Keszthely 2013: argento nei pesi leggeri.